# Calle 169 (línea Queens Boulevard)
 Calle 169 es una estación en la línea Queens Boulevard del Metro de Nueva York de la División B del Independent Subway System (IND). La estación se encuentra localizada en Jamaica, Queens entre la Calle 169 y la Avenida Hillside. La estación es servida en varios horarios por diferentes trenes del servicio .